# Sukashitrochus
Sukashitrochus  (лат.) — род морских брюхоногих моллюсков из семейства Scissurellidae.

## Виды
В роде Sukashitrochus 9 современных и 2 древних ископаемых вида:
- Sukashitrochus armillatus
- Sukashitrochus atkinsoni
- Sukashitrochus carinatus
- Sukashitrochus dorbignyi
- Sukashitrochus lyallensis
- Sukashitrochus maraisi
- Sukashitrochus morleti
- Sukashitrochus pulcher
- Sukashitrochus tricarinatus
- † Sukashitrochus saubadae — олигоцен Франции[3]
- † Sukashitrochus terquemi — миоцен Франции[4]